# Terminator 3: The Redemption
Terminator 3: The Redemption é um jogo eletrônico baseado na série Exterminador do Futuro mas especificamente no filme Exterminador do Futuro 3: A Rebelião das Máquinas, foi produzido pela Paradigm Entertainment e distribuido pela Atari em 2004 para o PlayStation 2, Xbox e GameCube.